# Christine Sofie Reventlow
Grevinde Christine Sophie Holstein  Holsteinsborg, født Reventlow (født 30. oktober 1672, død 27. juni 1757) var en politisk indflydelsesrig dansk salonværtinde.
Hun var datter af statsminister grev Conrad Reventlow (1644-1708) og Anna Margrethe Gabel (1651-1678). Hun blev i 1688 gift med grev Niels Friis (1665-1699)  og i 1700 med grev Ulrik Adolph von Holstein af Holsteinsborg og tilhørte det højeste aristokrati i Danmark.
I 1707 blev hun tildelt ejendommen Seekamp (en del af nutidens Kiel-Schilksee) i det daværende Slesvig, hvor hendes fader havde len.
Fra 1712 havde kongen et forhold til hendes halvsøster Anna Sophie Reventlow, som han i 1721 gjorde til dronning. Hun havde stor indflydelse over sin søster og sin kongelige svoger. Hun blev kaldt "Madame la grande chancellière" (Madame Storkansler), og hendes søster gav hendes holdninger til kongen og regeringen, hvorved hun blev en vigtig politiker i 1710'erne og 1720'erne. Hun holdt salon i sit palæ i København, og det var kendt blandt udenlandske ambassadører, at hun var en af de mest magtfulde under Frederik IVs regeringstid.
I 1730 døde Frederik IV, og hans søn forviste Anne Sophie Reventlow fra hoffet og afskedigede Christines mand. Hun mistede al magt og levede tilbagetrukket i familiens skød resten af livet.
 Der er for få eller ingen kildehenvisninger i denne artikel, hvilket er et problem. Du kan hjælpe ved at angive troværdige kilder til de påstande, som fremføres i artiklen.